# Haribo
Haribo (akronim: Hans-Riegel-Bonn) je nemško podjetje žele bombonov, ki ga je Hans Riegel starejši leta 1920 ustanovil v mestu Bonn. 
Ime podjetja je akronim iz prvih dveh začetnic imena ustanovitelja in mesta ustanovitve. Leta 1922 je Riegel st. izumil sploh prve gumijaste bombone imenovane plesoči medvedki „Tanzbären“. Leta 1960 so jih nasledili legendarni zlati medvedki „Goldbären“, ki jih je na police lansiral njegov sin in naslednik Dr. Hans Riegel mlajši. Odeti v zlato embalažo so še danes zaščitni znak podjetja.

## Zgodovina

### 1920: Ustanovitev podjetja
13. decembra 1920 je Hans Riegel starejši v kraju Kessenich, v okrožju Bonna, registriral podjetje katerega ime je nastalo iz akronima začetnic ustanovitelja podjetja in mesta v katerem je postavil prvi obrat. Po navedbah podjetja je bil začetni kapital podjetja le ena vreča sladkorja, bakren kotliček, marmorna plošča, stol, opečna peč in valjček.

### 1922: Prvi žele bomboni Tanzbären
Leta 1922 je Hans Riegel st. izumil sploh prve žele medvedke imenovane „plesajoči medvedki“ „Tanzbären“, predhodniki današnjih zlatih medvedkov „Goldbären“, navdih pa je dobil pri cirkuških medvedih, ki so na sejmiščih plesali in zabavali otroke. Ti medvedki so bili precej večji in tudi mehkejši od današnjih medvedkov, saj so še takrat namesto želatine uporabljali arabsko gumo, ki se pridobiva iz različnih vrst akacije.
Leta 1925 so začeli na polno proizvajati različne sladke izdelke. V začetku tridesetih let dvajsetega stoletja so zgradili nov proizvodni obrat in ustanovili prodajno mrežo v Nemčiji. 
Leta 1935 je Riegel st. skupaj s poslovnima partnerjema Christianom in Eckhofom Hansenom, v Kopenhagnu ustanovil podjetje Haribo Lakrids A/S Kopenhagen.

### 1946: Podjetje prevzameta sinova
V času druge svetovne vojne se je proizvodnja zaradi pomanjkanja surovin močno zmanjšala. Po smrti Hansa Riegla starejšega marca 1945 je podjetje za kratko prevzela njegova žena Gertrud. 
Ko sta se njegova sinova Hans Riegel mlajši in Paul leta 1946 vrnila iz vojnega ujetništva, sta podjetje prevzela v svoje roke in ga naredila mednarodno prepoznavnega in uspešnega. Hans Riegel mlajši, njegov najstarejši sin je podjetje dolgih 67 let, do svoje smrti, zastopal navzven kot glavni direktor in obraz podjetja, njegov mlajši brat Paul pa je vodil raziskave in razvoj izdelkov in se skoraj nikoli pojavil v javnosti. 
Leta 1957 je Haribo prevzel in odkupil podjetje Godesberg Kleutgen & Meier, kjer je Hans Riegel starejši našel svojo prvo zaposlitev. 

### 1960: Na trg lansirajo znamenite medvedke Goldbären
Leta 1960 se na policah prvič pojavijo legendarnni zlati medvedki „Goldbären“, ki so bili tudi prvič zapakirani v embalaži. Ti bomboni so nasledili prvotne plesoče medvedke „Tanzbären“ in so še zaščitni znak podjetja.
Leta 1961 je Haribo prevzel družbo Bonera Industrie en Handelsmaatschappij NV v Bredi in nadaljeval kot Haribo Nederland BV.
Leta 1962 je Haribo lansiral prvi televijski oglas v Nemčiji, ko so v javnost prvič prišli z drugim delom slogana podjetja "und Erwachsene ebenso" (in za odrasle prav tako).
Leta 1967 so bili zlati medvedki „Goldbären“ v Nemčiji zaradi svojega neverjetnega uspeha, uradno patentirani in zaščiteni kot blagovna znamka, ki je ni moč kopirati in proizvajati nikjer drugje kot v Haribo.

### 1978: Povsem nova podoba Goldbären
Leta 1978 Haribo povsem spremeni tako podobo embalaže Goldbären, ki je bila osnova za današnjo podobo, kot tudi samo obliko medvedkov, ki se je obdržala vse do danes.
Leta 1986 Haribo odkupi podjetje Edmund Münster GmbH & Co in tako postane lastnik prav tako znanih karamelnih bombonov MAOAM.

### 1989: Goldbären embalaža dobi današnjo podobo
Leta 1989 embalaža Goldbären dobi izboljšano podobo kot jo poznamo še danes, zlato embalažo s sloganom in rumen medved z rdečim metuljčkomkom. Šlo je za minimalno nadgradnjo vizuelne podobe iz leta 1978.
Leta 1996 začnejo s proizvodnjo maršmelovov in produkti kot so Soft-Kiss, Coco-Balls ali Rombiss.

### 2013: Novo vodstvo podjetja
Leta 2013 po smrti Dr. Hansa Riegla mlajšega, sicer sina ustanovitelja, ki je bil zaslužen za globalni racvet podjetja in ki ga je vodil kar 67 let, je tako nasledil njegov nečak Hans Guido Riegel.
Leta 2018 so sedež podjetja preselili v Grafschaft, glavni proizvodni obrat pa še zmeraj ostaja v Bonnu.

## Zlati medvedki

### Okusi
- beli — ananas
- rumeni — limona
- oranžni — pomaranča
- svetlo rdeči — jagoda (2007- )
- temno rdeči — malina
- zeleni — jagoda (1960-2007) / jabolko (2007- )

## Proizvodnja
Haribo ima 16 proizvodnih obratov v 11 državah: Nemčija, Avstrija, Madžarska, Francija, Velika Britanija, Italija, Irska, Španija, Danska, Nizozemska in Turčija. Vsak dan proizvedejo ca. 100 milijonov gumi bombonov in prodajajo v več kot 110 držav sveta.

## Marketing

### Slogan
Leta 1935 so se pri podjetju domislili prvega dela slogana „Haribo macht Kinder froh“ (Haribo za otroke bo ali Haribo razveseljuje otroke) in leta 1962 dodali „und Erwachsene ebenso“ (in za odrasle prav tako). 
Originalni nemški slogan se tako glasi „Haribo macht Kinder froh – und Erwachsene ebenso“, v slovenskem prevodu pa „Haribo za otroke bo – in za odrasle prav tako“. 
Leta 1991 Thomas Gottschalk prvič posodi svoj glas in obraz in postane glavni promotor podjetja, za katerega je snemal reklame še nadaljnih 24 let.
| Država                                                | Moto | Prevod                                                                                          |
| ----------------------------------------------------- | --- | ----------------------------------------------------------------------------------------------- |
| Nemčija · Avstrija · Švica                            | Haribo macht Kinder froh – und Erwachsene ebenso                                                               | Haribo osrečuje otroke – in odrasle prav tako                                                   |
| Belgija                                               | Haribo maakt kinderen blij – volwassenen horen ook daarbij (Flandrija)                                         | Haribo osrečuje otroke – in odrasle prav tako                                                   |
| Belgija                                               | Haribo, c’est beau la vie – pour les grands et les petits (Valonija)                                           | Haribo, življenje je lepo – tako za otroke kot odrasle                                          |
| Bolgarija                                             | С Харибо сме радостни, Харибо обичаме                                                                          | Zelo smo srečni z Haribo, imamo radi Haribo                                                     |
| Češka                                                 | Haribo chutná malým, stejně tak i dospělým                                                                     | Haribo uživajo tako mladi kot odrasli                                                           |
| Danska                                                | Haribo … den er go’ (bis vor einigen Jahren: Luk op for noget godt, luk op for Haribo – den er go’)            | Haribo … dobri so (do pred nekaj let: Odpri nekaj dobrega, odpri Haribo – dobri so)             |
| Finska                                                | The happy world of Haribo                                                                                      | Srečen svet v Haribo                                                                            |
| Francija                                              | Haribo, c’est beau la vie – pour les grands et les petits                                                      | Haribo, življenje je lepo – za odrasle in otroke                                                |
| Grčija                                                | δίνει χαρά, σε μεγάλους και σε παιδιά                                                                          | Razveseljuje odrasle in otroke                                                                  |
| Irska · Velika Britanija · ZDA · Švedska · Avstralija | Kids and grown-ups love it so – the happy world of Haribo                                                      | Otroci in odrasli ga obožujejo – srečen svet v Haribo                                           |
| Italija                                               | Haribo è la bontà – che si gusta ad ogni età                                                                   | Haribo je slasten – uživajo ga vse generacije                                                   |
| Kitajska                                              | 大人小孩都说好，快乐品尝哈瑞宝                                                                                 | Odrasli in otroci vsi rečejo „dobro“, srečno Haribo.                                            |
| Madžarska                                             | Gyermek felnőtt kedve jó – édes élet Haribo                                                                    | Otroci in odrasli so odlično razpoloženi – sladko življenje z Haribo                            |
| Nizozemska                                            | The happy world of Haribo (bis vor einigen Jahren: Haribo maakt kinderen blij – volwassenen horen ook daarbij) | Srečen svet v Haribo (do pred enim letom: Haribo razveseljuje otroke – velja tudi za odrasle)   |
| Norveška                                              | Haribo … den er go’                                                                                            | Haribo … dobri so                                                                               |
| Poljska                                               | Haribo smak radości dla dzieci i dorosłych                                                                     | Haribo ima okus po radosti za otroke in odrasle                                                 |
| Portugalska                                           | Haribo doces sabores – para os pequenos e os maiores                                                           | Haribo je slasten – za najmanjše in velike                                                      |
| Rusija                                                | Детям, взрослым повезло – радость дарит харибо                                                                 | Otroci in odrasli imajo srečo – Haribo jih osrečuje                                             |
| Slovaška                                              | Haribo chutí malým, rovnako i dospelým                                                                         | Haribo je za otroke in odrasle                                                                  |
| Slovenija                                             | Haribo za otroke bo – in za odrasle prav tako                                                                  | –                                                                                               |
| Španija                                               | Haribo, dulces sabores – para pequeños y mayores ali Vive un sabor mágico – ven al mundo Haribo                | Haribo, sladkega okusa – za majhne in odrasle ali Doživite čarobni okus – pridite v svet Haribo |
| Turčija                                               | Çocuk ya da büyük ol, Haribo’yla mutlu ol                                                                      | Ali ste mladi ali stari, bodite srečni z Haribo                                                 |
| Ukrajina                                              | Haribo смакує всім – і дорослим, і малим                                                                       | Haribo je odličnega okusa, za odrasle in otroke                                                 |